# 高千穂インターチェンジ
高千穂インターチェンジ（たかちほインターチェンジ）は、宮崎県西臼杵郡高千穂町に建設中の五ヶ瀬高千穂道路および高千穂雲海橋道路（両路線とも九州中央自動車道に並行する一般国道218号の自動車専用道路）のインターチェンジである。

## 概要
五ヶ瀬東ICと同インターチェンジの間で、自動車専用道路のバイパス建設のための調査が行われ、2018年に五ヶ瀬高千穂道路（高速自動車国道に並行する一般国道自動車専用道路）として事業着手した。

## 歴史
- 2018年（平成30年）3月30日 : 五ヶ瀬高千穂道路として事業着手。
- 2021年（令和3年）度 : 高千穂雲海橋道路が事業化[2]。

## 周辺
- 高千穂峡
- 高千穂町役場
- 高千穂温泉
- 天岩戸温泉
- 五ヶ瀬川
- 高千穂神社

## 接続する道路
- 国道325号

## 隣
E77 九州中央自動車道（ 五ヶ瀬高千穂道路・高千穂雲海橋道路）
五ヶ瀬東IC（事業中） - 高千穂IC（事業中） - 雲海橋交差点 - 日之影深角IC